# Maxim Andraloits
Maxim Andraloits (17 de junio de 1997) es un deportista de Bielorrusia que compite en atletismo. Ganó una medalla de plata en el Campeonato Mundial de Atletismo Sub-20 de 2016, en la prueba de Decatlón.